# Vlastimil Ružička
Vlastimil Ružička, także Růžička (ur. 27 lutego 1925 w Lounach, zm. 29 marca 1985 w Bratysławie) – słowacki kolarz szosowy i przełajowy reprezentujący Czechosłowację. Mistrz Czechosłowacji w kolarstwie przełajowym, uczestnik pięciu edycji Wyścigu Pokoju i zwycięzca 12 etapów w tym wyścigu.

## Życiorys
Ojciec Ružički startował w wyścigach motocyklowych i zginął w wypadku w trakcie jednego ze startów. Po śmierci ojca przeprowadził się z matką i siostrą do Račy. W czasie drugiej wojny światowej musiał ukrywać to, że urodził się na terenie Czech. W listopadzie 1944 został aresztowany pod zarzutem posiadania broni. W więzieniu pozostał do zakończenia wojny. Po wojnie rozpoczął karierę kolarską.

Uczestniczył w mistrzostwach świata w kolarstwie szosowym rozgrywanych w 1947 we Francji, jednak podobnie jak wszyscy członkowie zespołu Czechosłowacji nie ukończył wyścigu.
W latach 1950–1957 pięciokrotnie uczestniczył w Wyścigu Pokoju. Jego najlepszym osiągnięciem jest 2. miejsce w klasyfikacji generalnej w 7. edycji wyścigu o prawie trzy minuty za zwycięzcą Duńczykiem Elufem Dalgaardem. W sumie we wszystkich pięciu startach wygrał 12. etapów. Dwukrotnie w latach 1950 i 1951 wygrywał po cztery etapy (w obu przypadkach na dziewięć rozegranych). Z reprezentacją Czechosłowacji trzykrotnie tryumfował w klasyfikacji drużynowej wyścigu (1950, 1951 i 1954).

Ružička był również kolarzem przełajowym. Startował w mistrzostwach Czechosłowacji w tej dyscyplinie, zdobywając trzy medale: złoty (1952), srebrny (1953) i brązowy (1954).

W Bratysławie nazwano jego imieniem welodrom, a w latach 2002–2009 organizowano w dzielnicy Rača Memoriał Vlastimila Ružički.

## Sukcesy
- 1950
  - 3. miejsce w klasyfikacji generalnej Wyścigu Pokoju
    - 1. miejsce na III, IV, VI i VIII etapie Wyścigu Pokoju
- 1951
  - 10. miejsce w klasyfikacji generalnej Wyścigu Pokoju
    - 1. miejsce na IV, V, VIII i IX etapie Wyścigu Pokoju
- 1952
  -  1. miejsce w mistrzostwach Czechosłowacji w kolarstwie przełajowym
- 1953
  - 2. miejsce w mistrzostwach Czechosłowacji w kolarstwie przełajowym
  - 1. miejsce na IV etapie Wyścigu Pokoju
- 1954
  - 3. miejsce w mistrzostwach Czechosłowacji w kolarstwie przełajowym
  - 2. miejsce w klasyfikacji generalnej Wyścigu Pokoju
    - 1. miejsce na IV i XIII etapie Wyścigu Pokoju
- 1955
  - 3. miejsce w klasyfikacji generalnej Okolo Slovenska
- 1957
  - 1. miejsce na VI etapie Wyścigu Pokoju